# Hash, Marihuana & Hemp Museum
Il Museo della canapa, della marijuana e dell'hashish (Hash, Marihuana & Hemp Museum) è un museo della città di Amsterdam, che si trova nel quartiere a luci rosse di De Wallen. 
Il museo è interamente dedicato alla cannabis e ai suoi svariati usi e offre ai visitatori informazioni riguardo all'utilizzo storico e moderno della cannabis per uso medico, religioso e culturale. Il museo illustra anche come la canapa possa essere usata nella produzione agricola e soprattutto industriale e ha al suo interno un gift-shop di accessori del vestiario e prodotti cosmetici realizzati esclusivamente a partire dalla fibra di canapa.
Stando al museo, ha avuto più di due milioni di visitatori dalla sua apertura nel 1985.